# Евреинов, Николай Иванович
Николай Иванович Евреинов (1743, Москва — около 1818, там же) — российский писатель и переводчик, статский советник.

## Биография и служба
Проходил обучение с 1756 года в Московской артиллерийской школе, затем в 1760 году начал службу титульным юнкером в Мануфактур-коллегии. В 1762 году был переведён в Комиссию по коронации Екатерины, после некоторое время работал нотариусом, а с 1764 года определён секретарем А. Б. Бутурлина. В 1768 году уволился со службы с награждением чином капитана.
Однако, в 1772 году снова поступил в Мануфактур-коллегию на должность переводчика. С 1773 года служил экзекутором в российском Правительствующем сенате. В 1781 году стал членом Московского судного приказа, а в 1783 году ему было пожаловано звание коллежского советника. Уволился с государственной службы в 1784 году «по прошению за болезнями».
Некоторое время начиная с 1790 года числился советником при Новгородском наместническом правлении, являясь при этом директором народных училищ. Возвративщись в 1805 году в Москву в чине статского советника, до конца своих лет, служил в Министерстве финансов.

## Литературная деятельность
Николай Евреинов является автором перевода с французского языка сентиментальной повести Ф.-Т.-М. де Бакюляра д’Арно «Батильда, или Геройство любви» (1773). Помимо этого сохранилось его стихотворное послание к М. Н. Муравьеву, датированное 8 ноября 1806 года, в котором он благодарит адресата за некую оказанную ему услугу.

## Память
Возможно, что имя Николая Евреинова упоминается в ряде документов той эпохи, например:
- в письме Гавриила Державина к Семёну Капнисту[5],
- в «Сатире на Тверской бульвар 1811 г.», которая приписывалась П. Мяснову и камер-юнкеру Волконскому[6].